# Vacanze di Natale a Cortina
Vacanze di Natale a Cortina è un film italiano del 2011 diretto da Neri Parenti.
Prodotto da Filmauro, è il sedicesimo e formalmente ultimo film della serie di cinepanettoni (iniziata nel 1983 con Vacanze di Natale), girato e ambientato a Cortina D'Ampezzo come in quest’ultimo e in Vacanze di Natale 2000. È stato distribuito nelle sale cinematografiche italiane dal 16 dicembre 2011.
In Italia il film ha incassato 11703740 €.

## Trama
A Natale un gruppo di personaggi si trasferisce a Cortina d'Ampezzo per trascorrere le vacanze invernali. C'è Lando, un giovane siciliano appena assunto come autista grazie ad una raccomandazione politica dall'amministratore delegato di una grande azienda di Gas, l'ingegnere Brigatti, il tipo di manager spregiudicato, trasformista, sempre in sella con tutti i governi degli ultimi decenni.
Brigatti, però, ha un problema: c'è la crisi, l'Italia ha un bisogno disperato di energia, quindi deve chiudere a tempo di record un accordo con il più grande fornitore di gas sulla piazza, un certo Fiodor Isakovic, russo arricchito e prepotente, in vacanza con la moglie Galina proprio a Cortina. Lando era giunto a Cortina prima dell'ingegnere per lasciare i suoi bagagli e, divertendosi in discoteca, incontra Galina, anche lei in anticipo a Cortina. I due cominciano una relazione senza che Fiodor e l'ingegner Brigatti sappiano nulla. In seguito Fiodor Isakovic viene a sapere che qualcuno è andato a letto con sua moglie e l'ingegner Brigatti capisce che è stato proprio il suo autista Lando. L'accordo non viene firmato e Galina e Lando vengono licenziati. Lando decide quindi di andare in Russia per lavorare come cuoco dai genitori della russa e i due si mettono insieme.
A Cortina arrivano anche due coppie di parenti: Brunella e Wanda sono sorelle e hanno sposato Massimo e Andrea, i quali con loro hanno attaccato il cappello: infatti le due sorelle sono proprietarie di una modesta edicola a Bergamo. Tra i cognati scoppia la guerra perché Andrea ha vinto 250 000 euro al "gioco dei Pacchi" in tv. Da quel giorno fa il fanatico, si atteggia, si sente superiore. Tanto che per Natale, per una botta di vita, ha prenotato una camera nel più costoso albergo di Cortina. Invece, Massimo e Brunella si aggiudicano un'offerta tramite internet di 58 € a notte nello stesso albergo e partono anche loro per Cortina, pur sapendo che saranno costretti a mangiare in camera.
Mentre Andrea e Wanda cenano sempre fuori con la speranza di incontrare qualche personaggio famoso, Massimo e Brunella, per via di una serie di fortunate situazioni vengono direttamente invitati a mangiare dai VIP.
Andrea e Wanda, sostituitisi a Brunella e Massimo per prendere parte alla festa di Capodanno non riescono a raggiungere la meta e rimangono congelati su una seggiovia. Massimo e Brunella, invece, vincono 100 000 € all'Autogrill e possono passare il Capodanno con George Clooney.
Inoltre a Cortina d'Ampezzo, nel loro chalet, villeggiano come da tradizione i Covelli. Roberto Covelli è un affermato avvocato romano. Elena, sua moglie, borghese capitolina, è un tipo tosto e spiritoso.
Insieme a loro, oltre che ad una simpatica e disinibita colf filippina e al cane Boris, ci sono le figlie: Cristiana, una quattordicenne che vive una romantica e tormentata storia d'amore col coetaneo Luca attraverso Facebook, e Giulia, giovane donna appena sposata con Valerio, un noioso borghesuccio.
L’avvocato prima di partire per le vacanze ha preso una decisione irrevocabile: sentendo il peso dell'età, decide di chiudere col suo passato da farfallone ed iniziare una nuova vita; ma non sa che Elena intende vendicarsi a causa delle passate scappatelle del marito. Infatti proprio quando quest’ultimo vede nella loro camera matrimoniale, a Cortina, un uomo nudo, che è in realtà l’amante della colf, Elena decide di spacciarlo come suo nuovo amore.

## Produzione

### Cast
Nel film appaiono numerosi personaggi famosi, che interpretano loro stessi in alcuni brevi cameo. Tra questi: Renato Balestra, Emanuele Filiberto di Savoia, Patrizia De Blanck, Giada De Blanck, Carlo Giovanelli, Cesare Prandelli, Edinson Cavani, Simona Ventura, Alfonso Signorini, Guillermo Mariotto, Giorgia Palmas, Laerte Pappalardo, Mara Venier, Bob Sinclar e lo stesso regista del film Neri Parenti.